# Boris Preckwitz
Boris Preckwitz (* 8. Dezember 1968 in Hannover) ist ein deutscher Schriftsteller und Politiker (AfD). Sein literarisches Werk umfasst Lyrik, Essay, Prosa und Drama.

## Leben
Boris Preckwitz studierte Germanistik, Philosophie, Iranistik und Politikwissenschaft in Göttingen und Hamburg, Komparatistik in London sowie Management in Berlin und Cambridge. Neben seiner Arbeit als Autor ist er im Marketing und in der Öffentlichkeitsarbeit tätig.
Seit 2013 ist er Mitglied der Partei Alternative für Deutschland. Er war Beisitzer im Bezirksvorstand der AfD Berlin-Mitte. und Gründungskoordinator des Landesfachausschusses Kunst und Kultur der AfD Berlin.

## Wirken
1997 nahm Preckwitz als erster deutscher Dichter an einem National Poetry Slam in den USA teil. Im folgenden Jahr gewann er den Literaturwettbewerb open mike der Literaturwerkstatt Berlin. 2002 gründete er die internationale SLAM! Revue des internationalen literaturfestivals berlin. In den folgenden Jahren betrachtete er die Entwicklung der deutschsprachigen Poetry-Slam-Szene, die er in ihrer Anfangszeit auch theoretisch begleitete, zunehmend kritisch und bezeichnete sie als „Kitsch in Performance“.

## Dichtung
Über das poetologische Konzept seines ersten Gedichtbandes szene●leben urteilte die Berliner Morgenpost: „Populärkultur trifft auf klassischen Kanon und literarische Traditionen werden wie selbstverständlich nebeneinander gestellt.“ In seinem Gedichtzyklus wahnpalast reflektiert er Ursachen und Begleiterscheinungen der so genannten Eurokrise. Der Band Kampfansage umfasst neben weiteren Gedichten und zwei Essays über zeitgenössische Lyrik auch das titelgebende Langgedicht. Dieses – so die Eigenwerbung des Verlags – richte „über eine in Geistlosigkeit und Gutmeinungstum [sic] erstarrte Gesellschaft (...) über einen Staat, der die politische und wirtschaftliche Entmündigung seiner Bürger betreibt“, eine Tendenz, die der Rezensent Burkhard Müller als „simpelste[n] National-Egoismus“ interpretierte. 2015 startete er sein Literatur-Blog Militanz der Mitte, das auch politische Lyrik mit konservativer Tendenz beinhaltete sowie islamophobe und ausländerfeindliche Texte verbreitet. Im linken Spektrum der Slam-Szene wurde er daraufhin als „Barde des neuen Faschismus“ bezeichnet.

## Schauspiel
Zum Reformationsjubiläum 2017 entstand die Protestantische Passion, ein Libretto zu einem Oratorium über die Geisteswelt und Geschichte des Protestantismus. 2018 folgte nach mehrjähriger Arbeit das Drama Niobe. Raum im Ausnahmezustand, das als politisches Theaterstück „geopolitische Fragen und Mechanismen politischer Manipulation“ behandelt. Darin versetzt Preckwitz den tragischen Mythos der thebanischen Königin Niobe in die Zeit der Perserkriege und projizierte beides auf heutige Migrationsbewegungen. „Ein städtisches Gemeinwesen in einer Krisensituation, zwischen zwei Kriegsparteien stehend […] – diese Strukturen hat man auch heute. Im Konflikt zwischen Europa und den Islamisten findet man dieselben Muster“, zitierten die Dresdner Neueste Nachrichten den Autor, dessen Stück rechtspopulistische Positionen verarbeitet, um diese als Deutungsmuster für aktuelle soziopolitische Ereignisse anzubieten, insbesondere die Flüchtlingskrise in Europa ab 2015.

## Essay und Übersetzung
Im Anschluss an seine Magisterarbeit über Poetry Slam entstanden weitere Essays und Artikel zur Performance-Literatur. Entsprechend dem konkreten, gegenwartsbezogenen politischen Programm distanziert sich Preckwitz in seinem Essay verschrobenbooks von poetologischen Ansätzen hermetischer Lyrik.
Als erste Übersetzung legte Preckwitz 2014 das bis dahin noch nicht ins Deutsche übertragene Langgedicht Der fliegende Proletarier des russischen Futuristen Wladimir Majakowski vor.

## Positionen
Weil das offene und proaktive Bewerben homosexueller Eheschließungen dem Evangelium widersprechen würde, beantragte Preckwitz im Sommer 2017 ein Disziplinarverfahren gegen führende Vertreter der Evangelische Landeskirche, darunter die Pfarrerin Stefanie Hoffmann. Diese hatten einen CSD-Wagen bei der Berliner Parade organisiert. Die „Vorlieben“ einzelner Amtsträger dürften nicht im Widerspruch zu den Sittlichkeitsmaßstäben der Gemeindegläubigen stehen. Von Ehesegnungen für LSBTTIQ-Orientierte sei weder im Pentateuch, noch in den Jesusworten der Evangelien, noch in den Apostelbriefen die Rede. Das Kirchengericht der Landeskirche Berlin-Brandenburg-schlesische Oberlausitz lehnte in einem Schriftwechsel mit dem Berliner Politiker diese Position ab.

## Veröffentlichungen
- Liebespreis der feinen Ladies. Ein Lustspiel. Nach dem Erfolgsstück „Der Triumph der guten Frauen“ von Johann Elias Schlegel. Engelsdorfer Verlag, Leipzig 2021, ISBN 978-3-96940-189-7
- Serenissimus wünschen Genie. Schillerschauspielkabinettstück in Klang und Sang der Galantik. Engelsdorfer Verlag, Leipzig 2020, ISBN 978-3-96145-965-0
- Niobe. Raum im Ausnahmezustand. Staatsaktion in 5 Akten. Schauspiel. Arnshaugk Verlag, Neustadt an der Orla 2018, ISBN 978-3-944064-93-2.
- Hysterie der Heilserregten. Langgedicht. Sonderveröffentlichung, Berlin 2017[20][21]
- Protestantische Passion. KERYGMA Über den Heiligen Geist. SOLUS SPIRITUS Oratorium zu Pfingsten. Verlag TWENTYSIX, München 2017, ISBN 978-3-7407-2786-4.
- Der fliegende Proletarier. Übersetzung des Langgedichts von Wladimir Majakowski. Verlagshaus J. Frank, Berlin 2014, ISBN 978-3-940249-62-3.
- Kampfansage. Gedichte und Essays. Lyrik Edition 2000 im Allitera Verlag, München 2013, ISBN 978-3-86906-588-5.
- wahnpalast. Gedichtzyklus. hochroth Verlag, Berlin 2012, ISBN 978-3-902871-01-5.
- szene●leben, poems und performance. Gedichte. Passagen Verlag, Wien 2009, ISBN 978-3-85165-907-8.
- Spoken Word & Poetry Slam. Kleine Schriften zur Interaktionsästhetik. Essays. Passagen Verlag, Wien 2005, ISBN 3-85165-712-8.

## Auszeichnungen und Preise
- 2014 Dresdner Stadtschreiber, ein von der Dresdner Stiftung Kunst & Kultur der Ostsächsischen Sparkasse Dresden finanziertes Stipendium
- 2014 Arbeitsstipendium für Schriftsteller der Kulturverwaltung des Berliner Senats[22]
- 2013 Stadtschreiber-Stipendium der Stadt Otterndorf
- 2012 Alfred-Döblin-Stipendium der Akademie der Künste (Berlin)
- 2011 Literaturstipendium der Stiftung Preußische Seehandlung
- 1998 1. Preis beim open mike der Literaturwerkstatt Berlin
- 1997 Förderpreis des Landes Niedersachsen für Literatur